# Шахдазький національний парк
Шахдазький національний парк (азерб. Şahdağ Milli Parkı) — один із національних парків Азербайджану. Заснований в 2006 році. Розташований на півночі країни, на південному схилі Великого Кавказького хребта, на кордоні з Грузією і Росією. Загальна площа парку 130,508.1 гектара (1305.081 км²). Гори Базардюзю висока гора Азербайджану (і найпівденніша точка Росії) знаходиться в Шахдазький національний парк.
Указ про створення парку підписаний президентом Азербайджану 8 грудня 2006. Парк був створений у 2008 році на території Ісмаїллінского і Піргулінского заповідників. Передбачається, що його територія буде надалі істотно розширена, так що він стане найбільшим національним парком країни і буде перебувати на території шести районів Азербайджану: Ісмаїллинського, Губинского, Кусарского, Габалинского, Огузького и Шемахинского.